# The Mosquito
Singles de The Doors
Ships with Sails / In the Eye of the Sun
(1971) Get Up and Dance / Treetrunk
(1972)
Singles de Joe Dassin
S'aimer sous la pluie
(1973) Salut les amoureux
(1973)
The Mosquito est une chanson des Doors issue de leur album de 1972 Full Circle. La même année, elle a été publiée en single.
Bientôt la chanson a été adaptée en français (sous le titre Le Moustique) par Claude Lemesle & Richelle Dassin. La version française a été enregistrée par Joe Dassin. Elle apparaît initialement sur son album de 1972 Joe et a été sortie en single en 1973.

## Listes des pistes

### Version de Joe Dassin
Single 7" CBS 1339 (1973, France)
1. Le moustique (2:18)
2. C'est ma tournée (3:10)[3]

single 7" CBS 1339 (1973, Yougoslavie)
1. Le moustique (2:18)
2. La complainte de l'heure de pointe (À vélo dans Paris) (1:54)[2],[4]

Single 7" RCA Victor 75-5151 (1973, Canada)
1. Le moustique (2:18)
2. Louisiana (2:45)[5]

## Classements
The Mosquito par les Doors
| Classement (1972)            | Meilleure position |
| ---------------------------- | ------------------ |
| Allemagne (Media Control AG) | 25                 |
| Autriche (Ö3 Austria Top 40) | 15                 |
| Pays-Bas (Single Top 100)    | 17                 |

Le Moustique par Joe Dassin
Selon la section « Hits of the World » du magazine américain Billboard, la chanson Le Moustique par Joe Dassin a atteint au moins le top 10 en France et au moins le top 5 en Finlande,.